# Anton Balagué
Anton Balagué (1912 - 1970) va ser un esperantista austríac d'origen català. És conegut per haver estat un dels fundadors del Moviment Esperantista per la Pau Mundial (Mondpaca Esperantista Movado, MEM).
Anton Balagué era professor i a causa de la guerra civil va haver de deixar l'estat espanyol. Primer va marxar a França i després a Àustria. Allà es va casar amb Antonie Sindl i van viure a Sankt Pölten. Com a esperantista, va organitzar un conjunt de conferències que van acabar amb la formació del MEM el 1953. Per fer-ho, es va basar en suports de països d'Europa Occidental, sobretot d'esquerres i propers a la ideologia comunista, i també de suports provinents dels països d'Europa Oriental. Durant molts anys va ser el secretari general del MEM i el redactor de la seva revista "Paco", que vol dir 'pau' en la llengua auxiliar internacional esperanto i que es publicava mensualment, cada mes a un país diferent. Durant la Guerra Freda, el MEM podia portar a terme activitats esperantistes a països socialistes amb la condició que recolzés els governs comunistes locals i el punt de vista oficial soviètic.
La secció espanyola del MEM, presidida per Luis Serrano i amb seu a Sabadell, portava el seu nom. Una recopilació de la documentació editada per aquesta organització es pot consultar a la biblioteca Ramon Molera de Moià.